# Teenage Paparazzo
Teenage Paparazzo es un documental de 2010 sobre la vida y la época de un fotógrafo paparazzi de 14 años llamado Austin Visschedyk. Fue dirigida por el actor Adrian Grenier y producida por Bert Marcus, Adrian Grenier y Matthew Cooke.

## Premisa de la película
Teenage Paparazzo narra la relación de un paparazzo de 14 años Austin Visschedyk y el actor Adrian Grenier. Grenier se encontró con Visschedyk una noche y decidió seguirlo mientras buscaba celebridades. Grenier se había propuesto la misión de comprender el mundo de los paparazzi. Austin tiene que recibir tutoría y se queda despierto hasta tarde en la noche para tomar fotografías y navegar por internet. Durante el día, a menudo lo llaman para fotografiar celebridades, lo que hace con éxito debido a su corta edad y apariencia. A medida que avanza la película, Grenier se da cuenta de su influencia bastante negativa en la vida de Visschedyk. Un año después de que terminara la producción inicial de la película, la actitud y el comportamiento de Austin han cambiado para mejor. Grenier le ofrece a Austin una relación más fuerte que la celebridad-pap que han tenido. La película concluye con Austin diciéndole a Adrian que apague la cámara, lo que posteriormente hace.

## Estreno
Teenage Paparazzo se estrenó en el Festival de Cine de Sundance de 2010. Se emitió por HBO el 27 de septiembre de 2010, y fue lanzada en DVD el 29 de marzo de 2011.

## Recepción
Rotten Tomatoes, un agregador de reseñas, informa que el 100% de los cinco críticos encuestados dieron a la película una reseña positiva; la calificación promedio fue de 6.7/10. Jeniffer Merin de About.com le dio a la película cuatro de cinco estrellas, diciendo que "Grenier no solo hace un muy buen trabajo al considerar los muchos matices de la relación entre paparazzi y celebridades, su presentación es completamente entretenida". David Chen de SlashFilm escribió: "Teenage Paparazzo Austin Visschedyk en realidad demuestra ser un tema individual y documental increíblemente fascinante. Pero Grenier también se las arregla para tejer un poco de análisis cultural y algo de drama decente para crear una película que entretiene de principio a fin". Dennis Harvey de Variety escribió: "La excelente característica de Adrian Grenier ofrece reflexiones sofisticadas sobre la obsesión de Estados Unidos por la fama". Neil Genzlinger de The New York Times la calificó como "una película sorprendentemente atractiva y bien pensada". John DeFore de The Hollywood Reporter lo describió como "un [documental] animado cuyo tema familiar es contrarrestado por un giro novedoso y el punto de vista privilegiado de su creador".